# Fernando Cedrola
Fernando Cedrola de Souza (Juiz de Fora, 27 dicembre 1986) è un ex calciatore brasiliano, di ruolo difensore.

## Caratteristiche tecniche
È un difensore centrale.

## Carriera
Inizia la carriera alla Juventude, formazione con la quale nella stagione 2007-2008 disputa 10 partite nella prima divisione brasiliana; nel 2008 passa al Tupi, con cui rimane in rosa per alcuni mesi vincendo anche la Taça Minas Gerais. Trascorre l'intera stagione 2008-2009 in prestito al Nacional, formazione della prima divisione portoghese, con la quale non disputa però nessuna partita ufficiale. Torna quindi al Tupi, con cui gioca per un altro anno.
Nell'estate del 2010 torna a giocare in Europa, accasandosi in Italia al Benevento, in Lega Pro Prima Divisione, firmando un contratto annuale con opzione di rinnovo per una seconda stagione; nel corso della stagione 2010-2011 gioca solamente una partita di campionato (il 5 dicembre 2010, nella vittoria casalinga per 2-0 contro il Foligno) con la formazione sannita, che a fine anno lo cede ai brasiliani del Mogi das Cruzes; successivamente passa ai boliviani del Aurora, con i quali nel 2012 disputa anche 2 partite in Coppa Sudamericana.

## Palmarès

### Club

#### Competizioni statali
- Taça Minas Gerais: 1

Tupi: 2008